# Las naves de la Tierra
Las naves de la Tierra  (Título original en inglés: The Ships of Earth es el tercer libro de la Saga del retorno de Orson Scott Card, una visión ficticia de los primeros cientos de años registrados en el Libro de Mormón.

## Resumen de la trama
La atención se centra en las luchas entre los pioneros para establecer un nuevo orden social, ahora que han dejado Basílica. La nueva sociedad es opuesta a la de las sociedades anteriores: dominada por los hombres en lugar de las mujeres,  matrimonios monógamos y de toda la vida en lugar de los contratos anuales.
Las luchas entre los personajes en última instancia se reducen a las luchas entre Nafai y Elemak, dos hijos de Volemak. Nafai lidera la facción que tienen fe en el Alma Suprema, mientras que Elemak lidera la facción de los que quieren desesperadamente volver a la civilización bajo cúpula de Basílica. Ambos están ostensiblemente bajo el liderazgo de Volemak (y no de Rasa, como lo habían sido en la ciudad).
Los colonos, después de años de viaje, finalmente llegan a una tierra perdida en los tiempos antiguos, que guarda el secreto del Alma Suprema. También muchos niños nacen, todo en preparación para el último viaje a la Tierra.
El libro ofrece una justificación interesante de las estructuras sociales de las tribus hebreas según el libro del Génesis,  al mismo tiempo que los personajes femeninos, inicialmente de gran alcance, sucumben poco a poco a la nueva jerarquía de los «hombres» y «esposas». Sólo un personaje, Shedemei, el brillante genetista, piensa acerca de este problema.
La trama resalta la dinámica del nuevo grupo tribal mientras viajan bajo la guía del Alma Suprema.
Abundan los sueños proféticos, la mayoría con ratas gigantes y murciélagos (buscadores y ángeles). El Alma Suprema se descubre a sí misma.